# Spirostreptus modestus
Spirostreptus modestus är en mångfotingart som beskrevs av Jean-Henri Humbert. Spirostreptus modestus ingår i släktet Spirostreptus och familjen Spirostreptidae. Inga underarter finns listade i Catalogue of Life.